# Blaira
Blaira – rodzaj płazów bezogonowych z rodziny ropuchowatych (Bufonidae).

## Zasięg występowania
Rodzaj obejmuje gatunki występujące endemicznie w stanach Kerala i Karnataka w Ghatach Zachodnich w południowych Indiach.

## Systematyka
Rodzaj zdefiniował w 2009 roku międzynarodowy zespół herpetologów (Indyjczycy Sathyabhama Das Biju i Varad B. Giri, Belgowie Ines Van Bocxlaer i Franky Bossuyt oraz Brytyjczyk Simon P. Loader) w artykule poświęconym dwóm nowym endemicznym rodzajom i nowemu gatunkowi ropuchowatych z Ghatów Zachodnich w Indiach, opublikowanym w czasopiśmie BMC Research Notes. Jednak artykuł został opublikowany tylko w wersji elektronicznej przed 2012 rokiem i dlatego według zasad Międzynarodowej Komisji Nomenklatury Zoologicznej nazwa Ghatophryne jest nazwą nieważną; nową nazwę – Blaira – nadał w 2021 roku międzynarodowy zespół herpetologów (Francuz Alain Dubois, Austriaczka Annamarie Ohler i Amerykanin Robert Alexander Pyron) w artykule poświęconym nowym koncepcjom i metodom taksonomii filogenetycznej i nomenklatury w zoologii, opublikowanym w czasopiśmie Megataxa. Gatunkiem typowym jest (oryginalne oznaczenie) B. ornata.

### Etymologia
- Ghatophryne: sanskr. ghaţ ‘stopnie’ (tj. Ghaty Zachodnie, miejsce występowania tych płazów); gr. φρυνη phrunē, φρυνης phrunēs ‘ropucha’[2].
- Blaira: William Franklin „Frank” Blair (1912–1984), amerykański herpetolog i teriolog[1].

### Podział systematyczny
Do rodzaju należą następujące gatunki:
- Blaira ornata (Günther, 1876)
- Blaira rubigina (Pillai & Pattabiraman, 1981)